# Улица Моисеева
Улица Моисеева — улица Воронежа, проходящая по территории 2-х районов — Ленинского и Советского. Начинается от улицы 20 лет Октября и заканчивается у улицы Колесниченко, переходя в улицу 121 стрелковой дивизии. Улица Моисеева пересекает Бессарабский переулок, улицу Карла Либкнехта, Новослободский переулок, улицу Челюскинцев.

## История
Улица названа в честь А. С. Моисеева (1885—1919), одного из руководителей Октябрьской революции, члена РСДРП(б). В 1919 году Моисеев был расстрелян белогвардейцами.
Улица Моисеева была образована в первой половине XIX века и стала старейшей в районе новой слободы Чижовки. Причиной создания улицы стало возникшее в 1828 году рядом с улицей кладбище, на месте которого сейчас находится цирк и, так называемый, Парк живых и мёртвых.
В 1925 году улицу разделили, и эти части улицы стали называть 1-й и 2-й Профессиональной соответственно. В 1962 году в состав Ново-Слободской улицы включили 4-ю Пушкарскую улицу и Кладбищенский переулок, а ещё через 5 лет улицу переименовали в улицу Моисеева.
На месте танцплощадки с 1996 года строится новый храм — во имя великомученика Димитрия Солунского.

## Транспорт
До 15 апреля 2009 года по небольшой части улицы Моисеева ходил трамвай № 2. В период максимального развития трамвая по улице курсировало 4 маршрута — № 2, № 14, № 19, № 21.
На данный момент по улице пролегает маршруты автобуса 3, 21,23, 72, 73, 80 и маршрутных такси 37,40,50,51,89